# Bulwar Zachodzącego Słońca (film)
Bulwar Zachodzącego Słońca (ang. Sunset Boulevard) – amerykański film noir z 1950 roku w reżyserii Billy’ego Wildera. Obraz zawiera elementy dramatu, horroru i komedii. Jego tytuł pochodzi od nazwy słynnego bulwaru, ciągnącego się przez Los Angeles i Beverly Hills.
Film dogłębnie penetruje świat show biznesu i pokazuje jego okrucieństwo. Przedstawia historię ubogiego scenarzysty Joego Gillisa i przebrzmiałej gwiazdy kina niemego Normy Desmond, która wciąga go w swój obłąkany świat fantazji, w którym marzy o triumfalnym powrocie na ekran.
Film otrzymał jedenaście nominacji do Oscara, w tym dla najlepszego filmu, przegrywając w tej kategorii z Wszystko o Ewie, a zdobywając cztery statuetki (m.in. za najlepszą muzykę nagrodzony został Franz Waxman). Otrzymał także cztery Złote Globy, w tym za najlepszy film.
W 1989 roku film został jednym z pierwszych 25 filmów wprowadzonych do Narodowego Rejestru Filmowego Stanów Zjednoczonych jako „znaczących kulturowo, historycznie bądź estetycznie”.

## Opis fabuły
Historia gwiazdy kina niemego, Normy Desmond, której kariera przygasła. Próbując wrócić na ekran, związała się z młodym scenarzystą Joem Gillisem. Popadła w szaleństwo. Kiedy on postanowił zakończyć związek, ta strzeliła do niego trzykrotnie. Norma potraktowała moment przybycia policji jako okazję do swego ostatniego aktorskiego występu.

## Obsada
- William Holden jako Joe Gillis
- Gloria Swanson jako Norma Desmond
- Erich von Stroheim jako Max von Mayerling
- Nancy Olson jako Betty Schaefer
- Fred Clark jako Sheldrake
- Lloyd Gough jako Morino
- Jack Webb jako Artie Green
- Franklyn Farnum jako właściciel zakładu pogrzebowego
- Larry J. Blake jako finansista
- Charles Dayton jako finansista
- Cecil B. DeMille jako on sam
- Hedda Hopper jako ona sama
- Buster Keaton jako on sam
- Anna Q. Nilsson jako ona sama
- H.B. Warner jako on sam
- Ray Evans jako pianista
- Jay Livingston jako pianista

## Nagrody i nominacje
| Nagrody                   | Kategoria                                 | Nominowani                                            | Wynik     | Źr.   |
| ------------------------- | ----------------------------------------- | ----------------------------------------------------- | --------- | ----- |
| Nagroda Akademii Filmowej | najlepszy obraz filmowy                   | Charles Brackett                                      | Nominacja | [ 2 ] |
| Nagroda Akademii Filmowej | najlepszy reżyser                         | Billy Wilder                                          | Nominacja | [ 2 ] |
| Nagroda Akademii Filmowej | najlepszy aktor                           | William Holden                                        | Nominacja | [ 2 ] |
| Nagroda Akademii Filmowej | najlepsza aktorka                         | Gloria Swanson                                        | Nominacja | [ 2 ] |
| Nagroda Akademii Filmowej | najlepszy aktor drugoplanowy              | Erich von Stroheim                                    | Nominacja | [ 2 ] |
| Nagroda Akademii Filmowej | najlepszy aktorka drugoplanowa            | Nancy Olson                                           | Nominacja | [ 2 ] |
| Nagroda Akademii Filmowej | najlepszy scenariusz oryginalny           | Charles Brackett, Billy Wilder i D.M. Marshman Jr.    | Wygrana   | [ 2 ] |
| Nagroda Akademii Filmowej | najlepsza scenografia (film czarno-biały) | Hans Dreier, John Meehan, Samuel M. Comer i Ray Moyer | Wygrana   | [ 2 ] |
| Nagroda Akademii Filmowej | najlepsze zdjęcia (film czarno-biały)     | John F. Seitz                                         | Nominacja | [ 2 ] |
| Nagroda Akademii Filmowej | najlepszy montaż                          | Arthur Schmidt i Doane Harrison                       | Nominacja | [ 2 ] |
| Nagroda Akademii Filmowej | najlepsza muzyka (dramat/komedia)         | Franz Waxman                                          | Wygrana   | [ 2 ] |
| Złote Globy               | najlepszy film                            | najlepszy film                                        | Wygrana   | [ 3 ] |
| Złote Globy               | najlepsza aktorka w filmie dramatycznym   | Gloria Swanson                                        | Wygrana   | [ 3 ] |
| Złote Globy               | najlepszy aktor drugoplanowy              | Erich von Stroheim                                    | Nominacja | [ 3 ] |
| Złote Globy               | najlepszy reżyser                         | Billy Wilder                                          | Wygrana   | [ 3 ] |
| Złote Globy               | najlepszy scenariusz                      | Charles Brackett, Billy Wilder i D.M. Marshman Jr.    | Nominacja | [ 3 ] |
| Złote Globy               | najlepsza muzyka                          | Franz Waxman                                          | Wygrana   | [ 3 ] |
| Złote Globy               | najlepsze zdjęcia czarno-białe            | John F. Seitz                                         | Nominacja | [ 3 ] |